# Eugène Freyssinet
Marie Eugène Léon Freyssinet (* 13. Juli 1879 in Objat, Corrèze; † 8. Juni 1962 in Saint-Martin-Vésubie, Alpes-Maritimes) war ein französischer Bauingenieur. Er gilt als Erfinder des Spannbetons, mit dessen Weiterentwicklung und Anwendungsmöglichkeiten er zeit seines Lebens befasst war.

## Ingénieur des Ponts et Chaussées
Freyssinet stammte aus einem Dorf im Zentralmassiv, kam mit seinen Eltern aber im Alter von 6 Jahren nach Paris. Er studierte an der École polytechnique und an der École Nationale des Ponts et Chaussées, unter anderen bei Charles Rabut, Jean Résal und Paul Séjourné, und erwarb 1905 das Diplom.
In seiner ersten Position als Ingénieur des Ponts et Chaussées in der örtlichen Straßenbauverwaltung des Département Allier in Moulins baute er verschiedene kleine Stahlbetonbrücken für die Bürgermeister der umliegenden Gemeinden, die wenig Geld zur Verfügung hatten und froh über seine Unterstützung waren. Freyssinet musste seine Pläne niemandem zur Genehmigung vorlegen und konnte sich großzügig über Bauvorschriften hinwegsetzen, die für Betonbrücken kaum sinnvoll anzuwenden waren.
Bei der kleinen, 26 Meter weiten Brücke von Prairéal-sur-Besbre über die Besbre () wendete er 1907 erstmals die Methode an, das Lehrgerüst nicht durch Absenken von dem fertigen Brückenbogen zu lösen, sondern vielmehr die beiden Bogenhälften durch im Scheitel angebrachte hydraulische Pressen auseinanderzudrücken und sie so vom Lehrgerüst abzuheben (französisch décintrement par vérins). Später wiederholte er diese Methode häufig mit weiterentwickelten, sehr flachen hydraulischen Pressen, die als vérins plats Freyssinet bekannt wurden.

## Projektleiter für François Mercier
Durch Zufall sah der Bauunternehmer François Mercier bei Freyssinet einen aus eigenem Antrieb angefertigten Entwurf für eine Brücke über den Allier und war so beeindruckt, dass er dem Département anbot, drei Allier-Brücken nach diesem System zum Schätzpreis der einen ausgeschriebenen Steinbogenbrücke zu bauen. Das Angebot wurde angenommen und Mercier beauftragte Freyssinet, die Pont du Veurdre, die Pont Boutiron und die Pont de Châtel-de-Neuvre als Stahlbetonbrücken mit drei Öffnungen, dreigelenkigen Bögen und fachwerkartiger Aufständerung der Fahrbahnplatte vollkommen selbständig auszuführen.
Freyssinet ließ zunächst einen schmalen, 50 m weiten Probebogen mit einer Pfeilhöhe von 2 m ausführen. Um Kosten zu sparen, wurden nur kleine Widerlager angefertigt, die durch einen Zugstab aus Beton mit vorgespannten Drähten verbunden waren – der erste Vorläufer des Spannbetons.
Einige Zeit nach der Eröffnung der Pont du Veurdre stellte er fest, dass sich die Scheitel der Bögen senkten und die Brücke unmittelbar vom Einsturz bedroht war. Das Kriechen und Schwinden von Beton waren damals noch weitgehend unbekannt. Zur Rettung der Brücke ließ er die Bogenhälften mit seinen hydraulischen Pressen auseinanderdrücken, bis sie wieder die korrekte Höhenlage erreicht hatten, und die Öffnungen mit Beton verfüllen. Die Brücke war gerettet – und Freyssinet begann sich ausführlich mit dem Kriechen und Schwinden von Beton zu befassen.

## Technischer Direktor der Entreprises Limousin (Procédés Freyssinet)
François Mercier nahm Claude Limousin als Gesellschafter in sein Unternehmen auf, das zunächst als Mercier, Limousin et Compagnie firmierte. Freyssinet wurde während des Ersten Weltkrieges zum Ingenieurkorps eingezogen, aber beurlaubt, als Mercier das Unternehmen 1916 verließ (er starb vier Jahre später). Als technischer Direktor der nun als Entreprises Limousin (Procédés Freyssinet) firmierenden Gesellschaft baute er für das französische Militär 8 Flugzeughangars auf dem Flugplatz von Avord östlich von Bourges, der heutigen Base aérienne 702 Avord. Dem folgten 31 Hangars in Istres und 1919 ein Hangar in Villacoublay sowie Betonschiffe in Rouen.
In dieser Zeit war er außerdem mit der Fortsetzung und Fertigstellung des Baus der Pont de la Libération in Villeneuve-sur-Lot befasst, einer der größten Bogenbrücken aus unbewehrtem Beton der damaligen Zeit. Etwas später wurde seine Pont de Tonneins über die Garonne fertiggestellt.
International bekannt wurde Freyssinet mit den 1924 fertiggestellten Luftschiffhallen von Orly, zwei 300 m langen und etwa 90 m breiten Hangars aus Serien von hintereinander gestaffelten, schlanken, parabolischen Stahlbetonbögen. Weniger bekannt wurden seine Hallen in Reims und Amiens, an der Gare d’Austerlitz in Paris sowie seine Werkshallen in Bagneux, Dammarie-les-Lys und Aulnay-sous-Bois.
Die 1923 eröffnete Pont de Saint-Pierre-du-Vauvray mit zwei dünnwandigen Bögen aus Stahlbeton-Hohlkästen hatte bei ihrer Eröffnung die mit 131 m weltweit größte Stützweite aller Betonbogenbrücken, ein Rekord, den Freyssinet aber 1930 selbst mit der Pont de Plougastel (später Pont Albert-Louppe) einstellte. Für ihre drei Bögen ließ er das größte bis dahin gebaute, 160 m lange Lehrgerüst herstellen, das nacheinander für alle drei Bögen verwendet wurde.

## Erfinder des Spannbetons

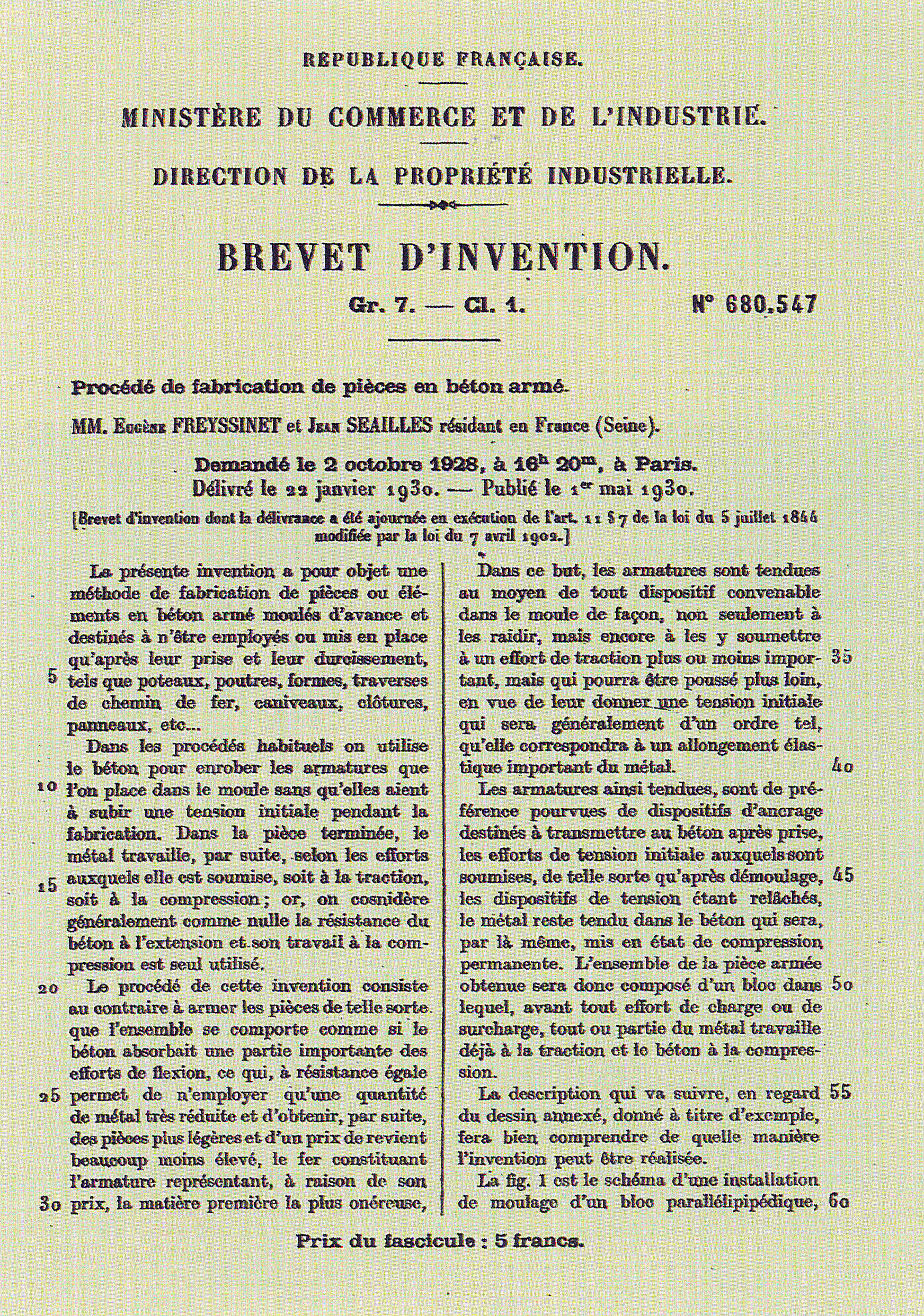
Patentanmeldung von 1928 für Spannbeton

In diesen Jahren befasste er sich außerdem intensiv mit der Erforschung der Eigenschaften und des Verhaltens von Beton und der Entwicklung von Spannbeton. Aus den Langzeitverformungen des Betons schloss er, dass für ein wirksames Vorspannen von Beton eine hohe Stahl- und Betonfestigkeit sowie hohe Spannkräfte erforderlich seien. Als Erster beschrieb und begründete Freyssinet dies einwandfrei und meldete 1928 zusammen mit seinem in Patentanmeldungen erfahreneren Partner Jean Séailles das grundlegende Patent zum Spannbeton mit Verbund im Spannbett an.
Da Claude Limousin nicht in die neue Technologie investieren wollte, verließ Freyssinet das Unternehmen und widmete sich in der Zeit von 1929 bis 1933 ganz der Weiterentwicklung der Spannbetontechnik. Es gelang ihm, für seinen ersten Lizenznehmer, das Unternehmen Forclum, die Fertigung von Strom- und Beleuchtungsmasten auf eine Produktionsrate von 50 Masten pro Tag zu bringen – aber in der Wirtschaftskrise dieser Zeit fanden sich keine Abnehmer und Freyssinet stand vor dem finanziellen Ruin.
Der Durchbruch gelang ihm 1934 mit der Rettung des Gare Maritime in Le Havre, dem für die bevorstehende Indienststellung der Normandie gebauten Abfertigungsgebäude, das wegen ungenügender Gründung mit 25 mm pro Monat in den Boden sank. Er stabilisierte das Gebäude durch Spannbetonpfeiler, die zunächst schräg von außen, dann im Inneren des Gebäudes in Abschnitten von 2 m hergestellt wurden und bis zu 30 m unter das Gebäude getrieben wurden. Der Erfolg dieser Maßnahmen brachte ihm umgehende internationale Anerkennung.
1935 hatte die Neue Baugesellschaft Wayss & Freytag AG von Freyssinet die Alleinlizenz für Deutschland zur Anwendung des Spannbetonverfahrens erworben und weiter erforscht. 1938 baute sie nach seinen Patenten die Überführung Weg Hesseler zwischen Beckum und Oelde, die mit 33 Metern Stützweite die Bundesautobahn 2 überspannte.

## Berater von Campenon Bernard
Durch die Arbeiten am Gare Maritime machte er 1935 die Bekanntschaft von Edme Campenon (1872–1962), dem Gründer und Leiter von Campenon Bernard, einem erfolgreichen Betonbauunternehmen, das gerade die Barrage du Chambon fertiggestellt hatte. Nach intensiven Gesprächen vereinbarten sie, Freyssinets Spannbeton-System bei der algerischen Barrage des Portes de Fer (unterhalb der Talsperre Oued Fodda) und den Betonrohren für die dazugehörenden rund 44 km Druckwasserleitungen sowie für große schwimmende Caissons für den Hafen von Brest einzusetzen. Dies war der Beginn einer langjährigen engen Zusammenarbeit an verschiedensten Projekten, die Campenon und Freyssinet bis zu ihrem kurz aufeinanderfolgenden Tod im Jahre 1962 fortsetzten.

## Spannbeton mit nachträglichem Verbund
Freyssinet ließ sich in den Jahren bis 1939 verschiedene Erfindungen in Bezug auf den Spannbeton mit nachträglichem Verbund patentieren wie z. B. die dazu notwendigen Spannpressen und Verankerungen von Spanngliedern mit hochfestem Stahl und Stahlspannungen von 400 N/mm². Insgesamt hat er zwischen 1925 und 1956 75 Patente angemeldet.

## S.T.U.P. – Société Technique pour l’Utilisation de la Précontrainte
1943 gründete Campenon Bernard die Tochtergesellschaft S.T.U.P. – Société Technique pour l’Utilisation de la Précontrainte (in etwa: Technische Gesellschaft für die Verwendung von Spannbeton), um dem inzwischen 64 Jahre alten Freyssinet die Möglichkeit zu geben, sich ganz auf die weitere Entwicklung und Verbreitung der Spannbetontechnik zu konzentrieren.
Zu seinen Mitarbeitern gehörte in den späten 1940er, frühen 1950er Jahren u. a. Jean Muller, der 1955 zu Campenon Bernard wechselte.

## Auswahl weiterer Bauten
Die Zusammenarbeit mit Campenon Bernard bezog sich insbesondere auf Staumauern in Frankreich und Nordafrika sowie zahlreichen Brückenbauten. Zu den bedeutenden Bauwerken, die Freyssinet nach 1945 entwarf, gehören unter anderem:
- 1941–1946: Pont de Luzancy über die Marne, Freyssinets erste weitgespannte Spannbetonbrücke, bei der erstmals das patentierte nachträgliche Vorspannen mit Pressen und Spanngliedern zur Anwendung kam. Ihr Bau begann 1941, konnte aber erst 1946 nach dem Zweiten Weltkrieg fertiggestellt werden.
- 1947–1951: 5 Marnebrücken mit Stützweiten von 74 m aus vorgefertigten Spannbetonteilen.
- 1951–1953: drei Autobahnbrücken Caracas – La Guaira in Venezuela.
- 1954–1955: Sender Felsberg-Berus: Korrektur und Ausführung des Spannbetondaches der Sendehalle des Senders Europe 1.
- 1955–1961: Barrage d’Erraguène in Algerien.
- 1956–1958: drei Flugzeugbrücken am Flughafen Orly aus Spannbeton, und zwar eine Brücke mit einer Fläche von 304,5 m × 41 m, mit der die Start- und Landebahn 08/26 samt beidseitigen Sicherheitsstreifen über die vierspurige N7 geführt wird; eine Brücke mit 42 m × 41 m für die parallele Rollbahn und eine Brücke mit 165 m × 41 m für das Vorfeld vor dem südlichen Terminal. Die Brücken waren ursprünglich auf Flugzeuglasten von 220 t ausgelegt, wurden 1968 aber verstärkt für Lasten bis zu 360 t.[24]
- 1956–1958: Basilika Pius X. in Lourdes: die Tragwerksplanung des flachen Gewölbes der unterirdischen, 25.000 Besucher fassenden Kirche (mit Pierre Vago).[28]
- 1959–1962: Pont Saint-Michel über die Garonne in Toulouse.
- 1959–1962: Gladesville-Brücke in Sydney, Australien (Beratung bei der Planung).

Nicht verwirklicht wurde der Phare du Monde für die Weltausstellung 1937 in Paris.

## Ehrungen
1937 verlieh das Royal Institute of British Architects Freyssinet die Ehrenmitgliedschaft. Er war der erste Präsident der fib – Fédération internationale de la Précontrainte / International Federation for Prestressing von 1953 bis 1958, anschließend ihr Ehrenpräsident. 1954 wurde er zum Commandeur der Ehrenlegion und zum Inspecteur général honoraire des ponts et chaussées ernannt. 1957 erhielt er die Goldmedaille der Institution of Structural Engineers. Zahlreiche Straßen, verschiedene Schulen und die Freyssinet-Medaille der Fédération internationale du béton wurden nach Eugène Freyssinet benannt.

## Schriften
- Une révolution dans la technique du béton. Eyrolles, Paris 1936 (französisch).